# Didier de Radiguès
Didier de Radiguès (Leuven, 27 maart 1958) is een Belgisch voormalig motorcoureur en autocoureur.

## Levensloop
Didier de Radiguès begon in 1979 zijn carrière in de 500cc klasse, de voorloper van de MotoGP. Zijn beste seizoen kende hij in 1982 bij zijn deelname aan het 350cc kampioenschap. Hij won de Grote Prijs van Italië op het circuit van Monza en de Grote Prijs van Tsjecho-Slowakije op het circuit van Brno en werd vice-kampioen. Hij won dat jaar eveneens de Joegoslavische Grote Prijs in de 250cc klasse. Hij won tijdens zijn carrière vier Grote Prijzen en in 1991 de prestigieuze Grand Prix van Macau. 
Na zijn carrière in de motorsport stapte hij over naar de autosport. Hij won in 1997 de 24 uur van Spa-Francorchamps. Na zijn actieve loopbaan begon hij een school voor rijopleidingen.
Hij is een afstammeling van de adellijke familie 'De Radiguès. Zijn broer Patrick was eveneens actief in de motorsport.